# Irving Abrahamson
Irving Abrahamson, amerikansk sångtextförfattare och kompositör främst känd som skapare av sången Idolizing från 1926.